# Nicola Grigg

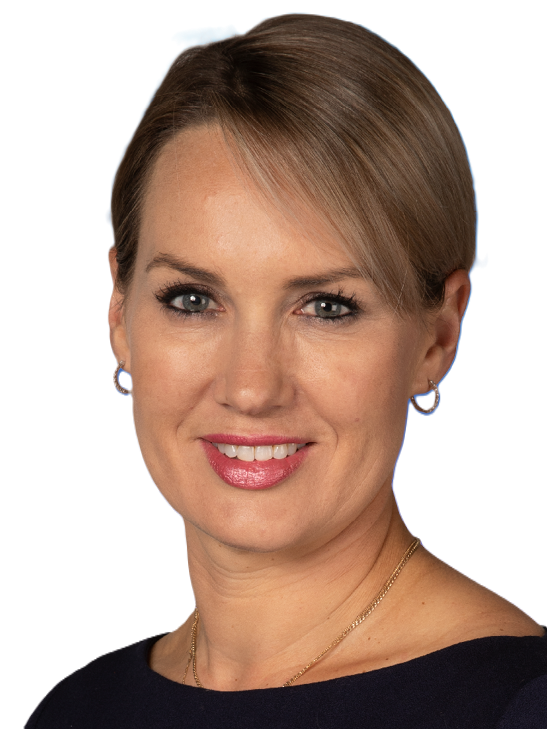
Nicola Grigg (2023)

Nicola Anna Grigg (* 1980 in Mount Somers der Region Canterbury) ist eine neuseeländische Journalistin und Politikerin der New Zealand National Party.

## Leben
Grigg wurde 1980 als Tochter einer Farmersfamilie auf einer Schaf- und Rinderfarm in Mount Somers, das zum Ashburton District gehört, geboren.
Sie studierte an der New Zealand Broadcasting School und schloss dort ihr Studium mit einem Degree in Broadcast Communications und einem Diplom in Television and Radio News ab.

## Berufliche Karriere
Grigg arbeitete mehrere Jahre als Reporterin und Nachrichtensprecherin für Nachrichtenredaktionen im ganzen Land, darunter der Radiosendung Newstalk ZB und der Radiostation Radio New Zealand. Anschließend war sie als Pressesekretärin für Bill English, während seiner Amtszeit als Finanzminister, danach für Simon Bridges und anschließend wieder für English tätig, als letzterer Premierminister wurde. Bevor sie Abgeordnete wurde, war Grigg bei New Zealand Trade and Enterprise tätig und kümmerte sich dort um die Geschäftsentwicklung einer Vielzahl von in Canterbury ansässigen Exporteuren, die in den Bereichen Landwirtschaft, Agrartechnik und Fertigung tätig waren.

## Politische Karriere
Grigg trat im Jahr 2020 für ihre Partei erstmals für den Wahlbezirk Selwyn an und gewann ihn auf Anhieb mit 48,80 %.
| Wahljahr | Direktkandidat | Stimmen | Partei         | Stimmen |
| -------- | -------------- | ------- | -------------- | ------- |
| 2020     | Nicola Grigg   | 48,80 % | Labour Party   | 41,91 % |
| 2023     | Nicola Grigg   | 65,42 % | National Party | 49,27 % |

Im Jahr 2023 verlor Labour ihre Regierungsmehrheit und mit dem guten Abschneiden der National Party, konnte Christopher Luxon mit seiner Partei über eine Drei-Parteien-Koalition eine Regierung bilden, deren Teil Grigg mit einem vollwertigen Ministeramt wurde (siehe nachfolgend).

### Ministerämter in der Regierung Luxon
Mit der Regierungsbildung vom 27. November 2023 übernahm Grigg folgende Ministerämter:
| Minister                                         | vom               | bis     |
| ------------------------------------------------ | ----------------- | ------- |
| Minister for Women                               | 27. November 2023 | aktuell |
| Minister of State for Trade                      | 27. November 2023 | aktuell |
| Associate Minister of Agriculture (Horticulture) | 27. November 2023 | aktuell |

Quelle: Department of the Prime Minister and Cabinet